# Prolinol
Prolinol, genauer (S)-Prolinol, ist eine chemische Verbindung aus der Gruppe der chiralen 1,2-Aminoalkohole und Pyrrolidine. Das enantiomere (R)-Prolinol sowie das racemische (RS)-Prolinol besitzen nur geringe Bedeutung.
Wenn in diesem Artikel oder in der wissenschaftlichen Literatur der Begriff Prolinol ohne Präfix erwähnt wird, ist stets (S)-Prolinol gemeint, das die gleiche Konfiguration, wie die natürliche Aminosäure (S)-Prolin (Synonym: L-Prolin) besitzt.

## Gewinnung und Darstellung
(S)-Prolinol wird durch Reduktion von (S)-Prolin mit Lithiumaluminiumhydrid hergestellt.

## Verwendung
Prolinol wird als chiraler Baustein zur Synthese von z. B. Dibromphakellstatin verwendet.